# Raúl Rodríguez Quiñones
Raúl Felipe Rodríguez Quiñones (Sevilla, 8 de enero de 1974) es un músico, historiador y antropólogo cultural, productor, compositor, cantautor, guitarrista y creador del “Tres flamenco”, conocido artísticamente como Raúl Rodríguez.

## Trayectoria artística
Desde 1992, ha trabajado como músico de acompañamiento junto a Kiko Veneno, Martirio (su madre), Javier Ruibal y Juan Perro (Santiago Auserón), y formando proyectos propios como Caraoscura (1992-1995) y Son de la Frontera (2003-2008). Desde 2014 desarrolla su propia trayectoria, “AntropoMúsica creativa de los cantes de Ida y Vuelta”, con presentaciones en conciertos, conferencias y encuentros interculturales a lo largo del mundo, con dos libro-discos editados en solitario: Razón de Son y La Raíz Eléctrica (FOL Música/Altafonte, 2014 y 2017) y un tercero que cierra la trilogía, La Razón Eléctrica (2023).
Hijo de la cantante Maribel Quiñones  "Martirio", con la que ha colaborado musicalmente en numerosas ocasiones, aprendió a amar la música en casa, en el entorno de la contracultura sevillana de los '70s. Comenzó como batería y guitarrista eléctrico de  blues y rock y tocando la batería y la guitarra eléctrica, hasta el descubrimiento de la música y la figura de Diego del Gastor, que le introdujo de lleno en el aprendizaje de la guitarra flamenca y el toque de Morón. Licenciado en Geografía e Historia y Antropología Cultural para comprender mejor la naturaleza de nuestras músicas populares. A través de sus viajes y contactos con las músicas latinoamericanas y africanas, realizó la primera incorporación del Tres Cubano al Flamenco, hasta diseñar y desarrollar un nuevo instrumento, el “Tres Flamenco”. Su padre es el médico jubilado y cantante y guitarrista Juan Rodríguez Estévez "Juan Tacones" (n. 1952).
Sus primeros trabajos como guitarrista en Sevilla están vinculados a Kiko Veneno y Pata Negra. Comienza su andadura profesional formando el grupo Caraoscura, a dúo con José Loreto "Charamusco", hijo del tocaor jerezano Parrilla de Jerez. En 1996 se incorpora como guitarrista flamenco a la banda de Kiko Veneno, interviniendo en las grabaciones de "Punta Paloma", "Puro Veneno", "La Familia Pollo" (BMG, 1997, 1998 y 2000), "El Hombre Invisible" (ELE, 2005) y "Dice la Gente" (Warner, 2010) y haciendo giras durante 20 años por toda España y por países como Estados Unidos, México, Argentina, Uruguay, Alemania, Francia, Lituania, Angola, Ghana y Marruecos.
Inicia su colaboración con Martirio en 1993, con "He visto color" (BMG 1994), un trabajo estilístico sobre las Sevillanas; continúa más tarde en “Tierra y Luna”, para el disco colectivo de homenaje a Federico García Lorca “FGL: De Granada a la Luna” (Atico7, 1998). Realiza la producción y los arreglos de "Flor de piel" (52PM,1999), y "Mucho Corazón" (nominado al Grammy Latino 2002 como mejor disco Flamenco), dos discos centrados en una relectura flamenco-jazzística del cancionero sudamericano, con Jerry González, Chano Domínguez Trío y los Flamencos de Morón, entre otros. Lleva a cabo también la Dirección Musical y Arreglos de sus espectáculos conjuntos con Susana Rinaldi (“Locuras”, 2004), con Miguel Poveda (“Romance de Valentía”, 2005). Produce su disco "25 años" en directo, grabado en Barcelona y en formato de trío, con Jesús Lavilla al piano (Nuevos Medios, 2009). En 2010 graban en La Habana "El aire que te rodea", con el pianista cubano José María Vitier (Sony, 2011), que se presentó en CubaDisco 2010. En abril de 2012 acompañan a Chavela Vargas en el Palacio de Bellas Artes de México DF en la presentación de su disco sobre Federico García Lorca, "La luna grande", junto a Eugenia León y Los Macorinos, y en julio de 2012 en la Residencia de Estudiantes de Madrid, junto a Miguel Poveda, en el que fue el último concierto de Chavela Vargas. En 2013 editan juntos "De un mundo raro. Cantes por Chavela" (Universal, 2013), que presentan en una gira extensa (España, Colombia, Argentina, Chile, México...) y con el que continúan trabajando. En 2015 produce el disco recopilatorio de Martirio “30 Años” (Universal, 2015). En 2019 produce su disco a dúo con Chano Domínguez, “A Bola de Nieve” (Universal, 2019).
En 2003 inició una línea de trabajo propia en la que empezó a unir su experiencia como músico a sus investigaciones antropológicas. El primer fruto fue el espectáculo conjunto “PUNTO FLAMENCO. Repentismo a Compás”, puesto en pie en los “X Encuentros de Son Cubano y Flamenco” (Sevilla, 2003) y en el Festival CubaDisco 2004, con el grupo Pimient@.cu, dirigido por el gran repentista cubano Alexis Díaz-Pimienta, en el que se reunían por vez primera la Música Guajira y la improvisación de los repentistas con el Cante, Toque y Baile del Flamenco de Morón de la Frontera. A partir de este espectáculo y de los años compartidos como banda de acompañamiento de Martirio, se forma el grupo flamenco  Son de la Frontera, integrando por primera vez el tres cubano en el peculiar estilo flamenco de Morón de la Frontera, el grupo está compuesto por Raúl Rodríguez, el guitarrista Paco de Amparo (Morón de la Frontera, 1969), el bailaor Pepe Torres (Sevilla, 1978), el cantaor Moi de Morón (Morón de la Frontera, 1977), producen su primer disco: Son de la Frontera (Nuevos Medios, 2004) que ha recibido premios como el Flamenco Hoy 2005 al Mejor Solista Instrumental, y los premios al Mejor Disco Flamenco y Mejor Disco Instrumental del año 2004, así como el de Mejor Espectáculo en Directo del año 2005 según de Deflamenco.com.
Su segundo trabajo: Cal, grabado en Morón en 2006 y estrenado en la Bienal de Flamenco de Sevilla, obtuvo dos premios, el Flamenco Hoy y el de Deflamenco.com, al mejor disco instrumental del 2006, "BBC Radio World Music Awards" como "Mejor Disco Europeo" de 2008 y una nominación como Mejor Disco de Flamenco en los Premios Grammy Latinos 2007. Desde 2003 a 2008, Son de la Frontera se presentó con éxito en importantes escenarios, como los de New York, Chicago, San Francisco, Los Angeles, La Habana, Miami, México DF, Montreal, Londres, París, Amsterdam, Bruselas, Estocolmo, Roma, Madrid, Barcelona, Festival Flamenco de Jerez, Bienal de Sevilla y Gazpacho de Morón, entre otros muchos. En octubre de 2008 abandona el grupo Son de la Frontera y comienza a desarrollar otros proyectos.
En 2010 participó en "Transversal", con Pedro Javier González, Trilok Gurtu y Guillem Aguilar, en mayo de 2013 se edita el disco de aquel espectáculo. En 2012 produce el segundo disco de Las Migas: "Nosotras somos". En abril de 2012 acompañó a Chavela Vargas en la presentación de su último disco: La luna grande, con Martirio y Eugenia León, en Ciudad de México y en Madrid. Ese año se incorporó como tresero flamenco a la banda de Santiago Auserón para su banda "Juan Perro & La Zarabanda".  
En el invierno de 2013-2014 compone, interpreta, produce y escribe "Razón de Son” (“AntropoMúsica creativa de los cantes de ida y vuelta”), su primer trabajo en solitario, un proyecto que integra la investigación antropológica y la experimentación a propósito de la creatividad en la música popular, que fue estrenado en directo en Etnosur 2014 (Alcalá la Real, Jaén) como una producción especial del festival, con la colaboración del grupo Coetus, Mario Mas, la danza de Kata Kanona, Alexis Díaz-Pimienta y Martirio. El 14 de octubre de 2014 se edita “Razón de Son”, en formato de Libro-Disco con el sello FOL Música, siendo seleccionado para su presentación en el Mercat de la Musica Viva de Vic y en el WOMEX 2014, celebrado en Santiago de Compostela. Durante 2015 y 2016, la gira de presentación pasó por escenarios como el Penang World Music (Malasia), el WOMAD de Cáceres, La Mar de Músicas de Cartagena, el Festival de Folk de Getxo o la Mercé de Barcelona. 
En agosto de 2015 participa en La Notte della Taranta (Melpignano, Italia), un macrofestival centrado en la revitalización de la música tradicional salentina, compartiendo escenario con Tony Allen, Paul Simonon (The Clash), Anna Phoebe, Ligabue, Andrea Echeverri y la Orquesta Popolare della Taranta, en una producción especial dirigida por Phil Manzanera. En marzo de 2016 estrena en el Town Hall neoyorquino, junto al cantautor norteamericano Jackson Browne, el espectáculo conjunto "Song y Son", dentro del Flamenco Festival de New York, presentándose en septiembre de ese año en una gira española por 6 ciudades.
En 2016 viaja por dos veces a Haití para participar en el proyecto “The Song Summit”, dirigido por Jackson Browne y en el que, junto a artistas como Habib Koité, Jonathan Wilson, Jon Rusell, Jenny Lewis, Paul Beaubrun y los integrantes del grupo local Lakou Mizik, graban un disco conjunto y realizan cursos de producción para los alumnos del Audio Institute de Jacmel, institución fundada por la fundación norteamericana APJ (Artist for Peace and Justice). El CD de aquel proyecto se publicó en 2020 con el título “Let the rhythm lead: Haiti Song Summit, vol.1”.
En 2017 edita su segundo trabajo en solitario, “La Raíz Eléctrica” (“AntropoMúsica creativa de los cantes de ida y vuelta, II”, publicado en formato Libro-Disco en septiembre de 2017 con FOL Música), recibiendo numerosas críticas positivas y posicionándose en la mayor parte de listas especializadas de los mejores discos de 2017, destacando la catalogación de “Mejor Disco de World Music” nacional en la revista Mondo Sonoro o la clasificación en el puesto 35º como uno de los “50 Mejores discos de la década” en Rock De Lux.
En 2018 continúa con la gira de presentación de “La Raíz Eléctrica” en diversas ciudades españolas y en EE. UU. y México. También en ese año y continuando con la investigación encaminada a un tercer trabajo en solitario que profundice en la influencia africana en las músicas flamencas, realiza dos viajes a Mali y Guinea Ecuatorial, estableciendo fértiles lazos de colaboración con músicos locales legenadarios como Toumani Diabaté, Habib Koité, Alex Ikot Batua o jóvenes talentos de la nueva generación, como los alumnos del Conservatoire des Arts et Métiers Multimédia Balla Fasséké Kouyaté Koulouba de Bamako, a los que dirigió en una banda surgida a partir del curso “Encuentro Intercultural Afro-Flamenco” impartido en el conservatorio de la capital maliense, participando en el I Festival “Hola Bamako”. 
En 2019 sigue con la gira de presentaciones de “La Raíz Eléctrica”, siendo seleccionado para el circuito GPS y haciendo conciertos por toda la geografía española. Asimismo, continúa una línea de trabajo multidisciplinar (planteando un programa con conferencia+talleres+residencia artística con músicos locales y conciertos conjuntos) y en abril realiza encuentros con otros músicos de la región cultural del Caribe Afro-Andaluz, presentándose en abril en Ciudad de México, Veracruz y Xalapa, colaborando con miembros de grupos como Caña Dulce y Caña Brava, Mono Blanco, Son de Madera, Sonex o Macuiles. En Mayo ahonda en este formato de trabajo en Antananarivo (Madagascar), interactuando en una residencia artística y varios conciertos con el grupo del gran maestro local Rajery, el “Rey de la Valiha”.
En diciembre de 2021 realiza un viaje a Senegal en el que colabora con el griot local Sirifo Kouyaté, haciendo una residencia artística que cristaliza en dos conciertos, uno en la Isla de Gorée (la “puerta sin retorno” desde la que partieron durante siglos cientos de miles de africanos esclavizados) y otro en la inauguración del Instituto Cervantes de Dakar, con la presencia de S.M. la Reina Letizia.
Durante 2022, presenta su trabajo en diversos conciertos por España y Estados Unidos, destacando su presencia en festivales como la Bienal de Flamenco de Sevilla, el Festival de Jazz de Barcelona o las conferencias realizadas en Smith College o la State University of New York. Durante el año 2022 acaba de componer, grabar y escribir el tercer volumen de su trilogía, “La Razón Eléctrica”.
En paralelo a los conciertos, continúa con su trabajo de investigación antropológica y desde 2014 desarrolla una labor de conferenciante, con la conferencia musicada “AntropoMúsica de Ida y Vuelta” en la que, mediante ejemplos sonoros y explicaciones documentadas, expone los lazos de afinidad entre las músicas flamencas y las tradiciones sonoras del territorio del Caribe Afro-Andaluz. “AntropoMúsica de Ida y Vuelta” se ha programado desde 2015 en diversos lugares de España y USA, adaptándose en cada caso a los diferentes espacios y ambientes, como los de la XLVII Reunión de Cante Jondo de La Puebla de Cazalla (Sevilla) o el Festival de Música Española de Cádiz, universidades como las de Barcelona, Cádiz, Sevilla, Granada, Málaga, Berklee College of Music (Valencia), Riverside (Los Angeles, USA), CUNY Graduate Center de New York, entidades como Casa América y el Museo Etnográfico de Castilla y León en Zamora, o centros culturales en Veracruz (México), Antananarivo (Madagascar) o Malabo (Guinea Ecuatorial).
En los últimos años Raúl Rodríguez ha desarrollado en estos viajes varios encuentros de creación intercultural, enfocando estas intervenciones como un proyecto integral en el que tienen cabida la investigación, la formación y la interactuación entre músicos de diversas culturas. En colaboración con instituciones enmarcadas en el ámbito de la cooperación internacional y cultural (fundaciones, embajadas, agencias de cooperación internacional, institutos de cultura, universidades…), ha realizado un programa de actividades integrando conferencias y mesas de diálogo (a propósito de la investigación etnográfica sobre las influencias afro-caribeñas en el Flamenco), talleres formativos (de guitarra, tres, cajón, compás o baile flamenco) y residencias artísticas con artistas locales (con varios días de ensayo que desembocan en un concierto conjunto final). 
A partir de 2019 comenzó a trabajar en un formato de conciertos “Solo con ‘La Lupe’”, investigando en las posibilidades de relación entre las tecnologías de grabación del Live Looping y el desarrollo de nuevas vías de creación desde dentro de los lenguajes de la tradición. Acompañándose únicamente de su Tres Flamenco y apoyado en pedales de Loop Station con los que va grabando percusiones y acompañamientos, en 2020 y 2021 ha presentado conciertos con este formato en diferentes espacios, como la Sala Berlanga de Madrid, la Fundación Tres Culturas de Sevilla, el teatro Ciudad de Marbella, el Auditorio de San José en Ibiza, el Museo de artes y costumbres populares, la Bienal de Flamenco de Sevilla, Peña Flamenca La Platería de Granada y Centros de Arte como “Harina de otro costal”, en Trigueros o “La Fábrica” en Lanjarón o locales como Terraza7 en Queens, New York. 
El 31 de marzo de 2023 se publica el tercer volumen de su trilogía, “La Razón Eléctrica” (Altafonte 2023) y comienza una gira de presentaciones acompañado de su 3F Power Trio, con Juanfe Pérez al bajo y Jimmy González a la batería.

## Discografía en solitario
- Razón de son (2014), su primer disco en solitario.
- La raíz eléctrica (2017), disco-libro.
- La Razón Eléctrica (Altafonte 2023)

## Discografía junto a otros grupos y artistas
- Caraoscura: -¿Qué es lo que quieres de mí? (BMG, 1995)
- Son de la Frontera: Son de la Frontera (Nuevos Medios, 2004) y Cal (Nuevos Medios, 2006)

### Producciones
- Nosotras somos, Las Migas (Chesapik, 2012)
- Campo de fresas, Juan Tacones (La Mar Sonora, 2021)

Con Martirio:
- He visto color (BMG, 1994)
- Tierra y luna en FGL: De Granada a la luna (Ático7, 1998)
- Flor de piel (52 PM, 1999)
- Mucho corazón (52 PM, 2001)
- Martirio. 25 años en directo (Nuevos Medios, 2009)
- El aire que te rodea (Sony, 2010)
- De un mundo raro. Cantes por Chavela (Universal, 2013)
- A Bola de Nieve Martirio y Chano Domínguez (Universal, 2019)

Con Kiko Veneno:
- Punta Paloma (BMG, 1997)
- Puro Veneno (BMG, 1998)
- La familia Pollo (BMG, 2001)
- El hombre invisible (Elemusica, 2004)
- Dice la gente (Warner, 2010)
- Sensación térmica (Warner, 2013)

Con Juan Perro y la Zarabanda:
- Juan Perro y la Zarabanda, Etnsour 2012 DVD (La Huella Sonora, 2013)

## Colaboraciones discográficas
- Acordes con Leonard Cohen, varios artistas (Discmedi, 2007)
- Huellas, Jorge Pardo (2012)
- Love is strange, Jackson Browne (2009)
- A color, to Africa from Manchester, Silvio y sus Diplomáticos (Senador, 2000)
- Mi voz en tu palabra, Esperanza Fernández (2013)
- Calle del beso, Manuel Molina (Virgin, 1999)
- Alba Molina, Alba Molina (Virgin, 1998)
- Los sueños y el tiempo, Guillermo McGill (El Europeo, 1998)
- La chica del viento, Cathy Claret (1999)
- Soy, Luis Pastor (2002)
- Mi propia película, Pepe Begines (Elemúsica, 2002)
- Katá (2004) y Eixos (2006), Miquel Gil[6]
- De María a María, María Jiménez (2005)
- Techarí, Ojos de Brujo (2006)
- Economía sumergida, Arístides Moreno (2008)
- La chabola, Peret (2009)
- Bienvenidos a la época iconoclasta, Los Delinqüentes (2009)
- Reinas del matute, Las Migas (NM 2010)
- Bajo La Corteza (26 Canciones De Leño), en el tema "Se acabó", (Manitú Records, 2010)
- Cirquelectric, Glazz! (2012)
- Respira, Carlos Chaouen (2012)
- La ruta de las almas, Pável Urquiza (2014)
- El niño, Rocío Márquez (2014)
- Wahriya, La banda morisca (2020)
- Let the rhythm lead: Haiti Song Summit, vol.1 , Varios Artistas (Arts Music, 2020)
- A song for Barcelona, Jackson Browne (2021)
- De banda a banda, Coetus (2021)
- La pena, Té canela (2022)
- Palomita de mar, Manuel García y Martirio (2022)
- Oye mi voz, Rosario La Tremandita (2022)